# Carlo Zotti
Carlo Zotti (3 de septiembre de 1982) es un futbolista italiano, se desempeña como guardameta y actualmente juega en el AC Bellinzona de Suiza.

## Clubes
| Club          | País   | Año         |
| ------------- | ------ | ----------- |
| AS Roma       | Italia | 2002 - 2005 |
| Ascoli        | Italia | 2005 - 2006 |
| AS Roma       | Italia | 2006 - 2007 |
| UC Sampdoria  | Italia | 2007 - 2008 |
| AS Cittadella | Italia | 2008        |
| AC Bellinzona | Suiza  | 2009 -      |

- Datos: Q710003
- Multimedia: Carlo Zotti / Q710003